# Quisling
Quisling har siden 2. verdenskrig været et synonym for en kollaboratør, en værnemager eller en landsforræder. The Times benyttede "quisling" i betydningen "landsforræder" første gang 19. april 1940. 
Udtrykkets tilblivelse skyldes nordmanden Vidkun Quisling, der af tyskerne i 1942 blev udnævnt til "ministerpræsident" under den tyske besættelse af Norge 1940-45. Navnet Quisling - også skrevet Qvisling, Quislin, Qvislin og Quislinus - er en norsk slægt fra Telemark, som kan føres tilbage til den danske præst Laurits Ibsøn Quislinus (også stavet Lars Ibsen Qvislin, 1634–1700), som kom til Christiania som slotspræst i 1665.  Navnet er en latinisering af stednavnet Kvislemark, beliggende på Sjælland. Leddet "kvisle" i "Kvislemark" skal hænge sammen med "todelt [å]" eller "dele af en å", og er beslægtet med ordet "kvist". 
En norsk tokroneseddel blev under krigen kaldt "en quisling", mens enkroneseddelen blev kaldt "usling", med begrundelsen, at der gik to uslinger på én quisling. 
Betegnelsen "quisling" slog igennem i løbet af krigen. Blandt andet kommenteredes det i en satiretegning af Ragnvald Blix med titlen "Vidkun Quisling på besøg i Berlin":
 Quisling: "Jeg er Quisling."
 Adjutanten: "Og navnet?" 